# Jacques Callot (sculpteur)
Pour les articles homonymes, voir Jacques Callot et Callot.
Jacques Henri Callot, né à Blaru le 20 mars 1861 et mort le 2 octobre 1929 à Manciet (Gers) est un sculpteur et graveur en médailles français.

## Biographie
Élève de Charles Gauthier, de Gabriel-Jules Thomas et d'Hubert Ponscarme, il obtient une mention honorable au Salon des artistes français en 1893.